# Баптист (династия)
Династия Ансе́льм (фр. Anselme), более известная как династия Бапти́ст (Baptiste) — семья театральных актёров, выступавших во Франции, Нидерландах и Швеции в XVIII—XIX веках на протяжении шести поколений. Более других прославились братья:
- Баптист Старший (фр. Baptiste aîné; 1761—1835)[1];
- Баптист Младший (фр. Baptiste cadet; 1765—1839)[2].